# Łukasz Baraniecki
Łukasz Baraniecki (n. 14 octombrie 1798, Kabarowie - d. 30 iunie 1858) a fost un preot catolic polonez, care a îndeplinit funcția de arhiepiscop și mitropolit de Lemberg (1849-1858).

## Biografie
A fost hirotonit ca preot la 6 octombrie 1822. A deținut funcțiile de canonic de Lemberg (din 1836), preot paroh al Catedralei, deputat în Dieta Galiției (în 1845) și consilier de stat austriac (1851).
Łukasz Baraniecki a fost numit la 30 martie 1849 ca arhiepiscop de Lemberg, după ce arhiepiscopul ales Wacław Wilhelm Wacławiczek a renunțat să mai ia postul în primire. Confirmarea papală a avut loc la 28 septembrie 1849. Łukasz Baraniecki a fost hirotonit ca episcop la 13 ianuarie 1850 de către Franciszek Ksawery Wierzchlejski, episcop de Przemyśl și viitor arhiepiscop de Lemberg. A îndeplinit în paralel și funcția de cofondator și gardian al Congregației Surorilor Providenței Divine . L-a consacrat ca episcop pe Grzegorz Michał Szymonowicz (arhiepiscop coadjutor armeano-catolic de Lemberg, 8 aprilie 1857). A murit la 30 iunie 1858.